# Johannes Hoornbeek

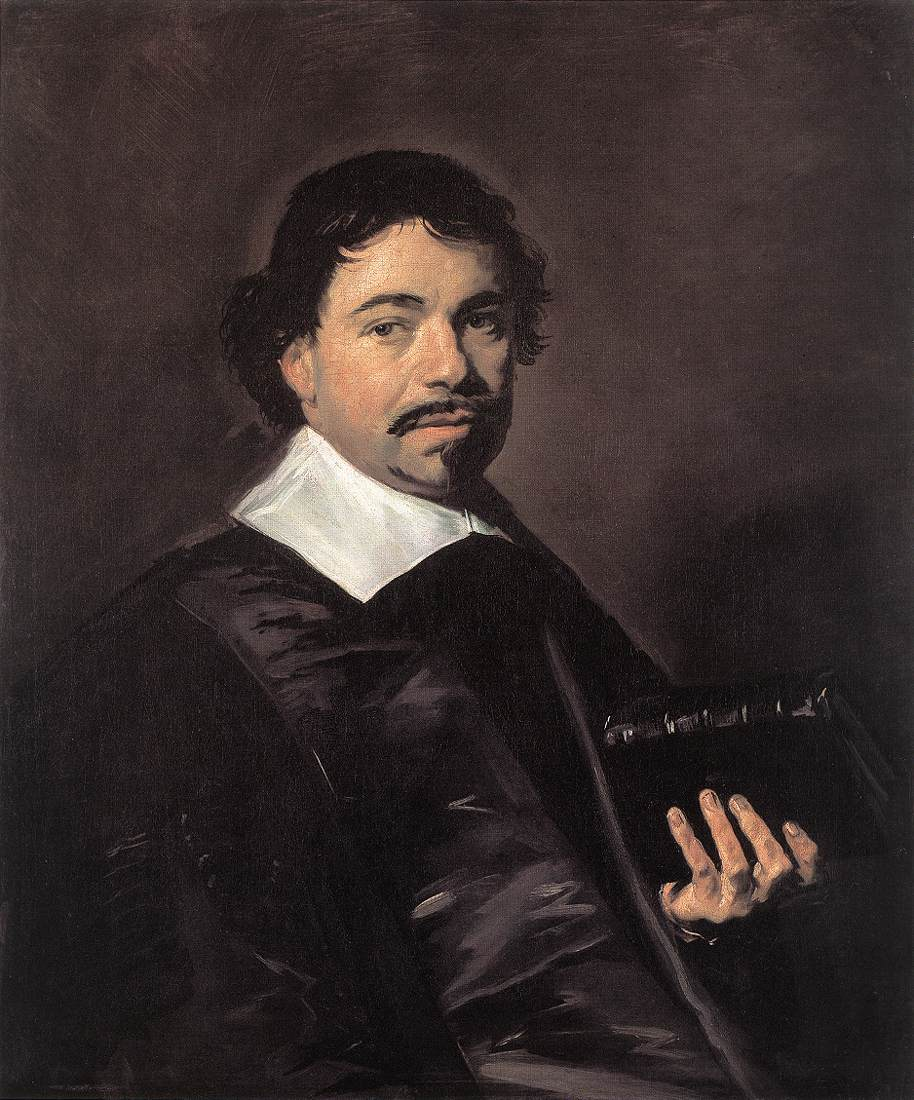
Johannes Hoornbeek

Johannes Hoornbeek (auch: Hoornbeeck, Horenbeek; * 4. November 1617 in Haarlem; † 1. September 1666 in Leiden) war ein niederländischer reformierter Theologe. 

## Leben
Hoornbeeks familiäre Wurzeln liegen in Flandern, von wo sein Großvater mit Namen Johannes vor religiösen Verfolgungen 1548 nach Holland floh. Er war der Sohn des Kaufmanns Tobias Hornbeek und dessen Frau Jannecke Baerts. Nachdem er seine erste Ausbildung erhalten hatte, bezog er mit sechzehn Jahren die Universität Leiden, wo er die Vorlesungen von Daniel Heinsius, Constantinus L’Empereur van Oppyck (1551–1648), Jacobus Golius (1596–1667), Franco Petri Burgersdijk, Antonius Thysius der Ältere und Antonius Walaeus (1573–1639) besuchte. Die Pest nötigte ihn, Leiden zu verlassen und 1635 seine Studien an der neu gegründeten Universität Utrecht aufzunehmen. 
Hier wurde er ein Jahr lang Schüler von Gisbert Voetius. Nachdem er wieder in Leiden seine Studien fortgesetzt hatte, wurde er am 1. März 1639 Prediger in Mülheim am Rhein. Am 21. Dezember 1643 promovierte er in Utrecht unter Voetius mit der Disputationes decem anti-Judaicae (Utrecht 1644) zum Doktor der Theologie, wurde am 3. März 1644 Prediger Maastricht und im 10. Juli 1644 zum Professor der Theologie an die Universität Utrecht berufen. Dieses Amt trat er mit Rede Oratio inauguralis de studio S. theologiae... VI idus Julii (Utrecht 1644) an. Im folgenden Jahr wurde er Prediger in Utrecht. In Utrecht hatte er die orientalischen Sprachen unterrichtet, der Dogmatik und der Auslegung des neuen Testaments gewidmet. 
Nachdem er 1650/51 Rektor der Utrechter Alma Mater geworden war, ging er am 9. Juni 1654 als Professor der Theologie an die Universität Leiden, welches Amt er mit der Rede Oratio inauguralis de scholis theologicis... (Leiden 1654) antrat. In jener Eigenschaft hatte er während jener Zeit auch Anfeindungen zu ertragen. Der Grund dafür dürfte sein eigenes polemisches Verhalten gegen andere theologische Strömungen innerhalb der reformierten Kirche gewesen sein. Als Anhänger seines Lehrers Voetius vertrat er die orthodoxe Strömung der niederländischen reformierten Kirche und war so ein Gegner von Johannes Coccejus (1603–1669) und Abraham Heidanus (1597–1678). Dennoch konnte er sich auch hier an den organisatorischen Aufgaben der Leidenener Hochschule beteiligen und war 1664/65 Rektor der Leidener Alma Mater.
Aus seiner Ehe mit Anna Bernard stammen die Söhne Isaak und Hendrik Emilius.

## Werke
- Oratio inaug. de studio St. Theologiae, habita in Academia Ultrajectina ad susceptionem Professionis Theologicae Anno CIƆ IƆC XLIV die VI Idus Julii, Utrecht 1644
- Disputationes X Anti-Judaicae, Utrecht 1644
- De Paradoxis et Heterodoxis Weigelianis Commentarius, ubi et de Swenefeldo, aliisque similis indolis. Utrecht 1646
- Disputationes de Baptismo Veterum. Utrecht 1647
- De Disperatione salutari de se ipso. Leidae 1651
- Apologiâ pro Ecclesiâ Christianâ hodiernâ non apostaticâ; opposita libello (van Abrah. Boreel), cwi titulus; Ad Legem et Testimonium, sive Erotematica propositio et dedactio etc., Amsterdam 1647
- Belijdenis Predicatie over 1 Tim. III:15, Utrecht 1648
- Socininianismi confutati Tomus I, Utrecht 1650, Tomus II, Utrecht 1662, Tomus III, Utrecht 1664, Utrecht 1666, Leiden 1698,
- Euthanasia, ofte wel sterven; waerin veel voorbeelden der stervenden en hun laetste doodtspreuken verhaeld worden, Utrecht 1651, 1660
- Euthanasia, sive de arte moriendi. Utrecht 1600
- Oratio in Obitum Cl. V. Caroli de Maets, Theologi eximii. Utrecht 1651
- Examen Bullae Papalis quâ Pontifex Innocentius X abrogare nititur Pacem Germaniae. Accedunt Bullae Urbani VIII de suppressione Jesuitissarum, de cultu imaginum, de festis: una cum saholüs: additâ Bullâ Clementis VI Pontificis quâ mandat Angelis Paradisi etc., Utrecht 1652,  Frankfurt 1653, (wurde am 10. Juni 1658 in Rom verboten)
- Summa controversiarum Religionis cum Infidelibus, Haerctiois, Schismaticis, id est, Gentilibus Judaeis, Muhammedanis, Papistis Anabaptistis, Enthusiastis, et Libertinis: Socinianis, Remonstrantibus, Lutheranis, Brownistis, Graecis, Utrecht 1653, Utrecht 1658,  Colberg 1676,  Frankfurt (Oder) 1697
- Institutiones Theologicae, Utrecht 1653, Leiden 1658
- Oratio de Ecclesiarum inter se communione, dicta in Academia Ultrajectinâ die II Maii an CIƆ IƆC LIV. Utrecht 1654
- Oratio inauguralis de Scholis theologicis, dicta in Acad. Lugduno - Batavâ, freguentissimo auditorio, die IX Junii Anno CIƆ ICƆ LIV Leiden 1654
- Dissertatio de Peste, Theologica, Lugd. Bat. 1655. Ook in de Variorum Tractatus Theologici de Peste, Leiden 1654
- Pro convincendis et convertendis Judaeis et Gentilibus Libri VIII, Leiden 1655
- Orationes habitae in Academiâ Ultrajectinâ I Inauguralis ad susceptionem Professionis Theologicae - Altera funebris in obitum Cl. V. Caroli de Maets - Tertia discesoria an. CIƆ IƆC LIV die secundâ Maii, Utrecht 1658
- De observanda a Christianis praecepto Decalogi quarto, die Dominicâ Leiden 1659, 1659
- Heyliginge van Gods Naam en Dagh ofte straffen tegen vloeken en sweeren; ende van de onderhoudinge van des Heeren-dags-heyliging, Leiden 1659
- Gisberti Voetii Disputatie van geestelicke verlatinge, vervolgt door Joh. Hoornbeeck, Dordrecht 1659
- Epistolae ad Johannem Duraeum Scoto-Britannum, quâ respondetur Examini Johannis Beverley de Indepentissimo. Addita est Independentiûm in Anglia confession. Leiden 1660
- Ook cum Jacobi Usserii Disputatione de reducendo Episcopatu ad formam regiminis Synodici. Leiden 1661
- Epistola ad eundem de Indepentismo, Leiden 1661
- Dissertatio de veterum concionibus. Utrecht 1663
- Dissertatio de consociatione Euangelicâ Reformatorum, et Augustinae confessionis, sive de colloquio Cassellano, anno CIƆ IƆC LXI habito, Amsterdam 1663 (Diese Abhandlung wurde von  Abraham Calovus mit der Dissertatio aan in een boek getiteld: Δοϰιμαστα Spiritûs Syncretistici Dissertationis Lugdunensis D. Johannes Hoorenbeeckii de consociatione Reformatorum et Augustinae confessionis, Witteberg 1667 beantwortet)
- Theologiae Practicae Tomi II. Leiden 1663, Utrecht 1689, Frankfurt 1698
- Capitula Patrum. Utrecht 1665
- Irenicum, sive de studio pacis et concordiae; et Oratio de prudential. Utrecht 1606
- Disputationum Theologicarum Anticocianarum compendium. Utrecht 1666
- De conversione Indorum et Gentilium libri II, Accessit ejusdem vita ab Amico, (David Stuart) edita. Amsterdam 1669, Leiden 1662, 1663,
- Methodus, sive Tractatus de ratione concionandi. Met het Compendium Theol. Dogmaticae van Andreas Essenius. Utrecht 1669, 1682, 1685
- Vetera et nova, sive Exercitationum Theologicarum libri III, quorum ultimus ex parte complectitur materias, quas Auctor Tomo III Theologiae suae Practicae destinaverat. Accedunt ejusdem orationes quaedam Utrecht 1672
- Korte en naerder verdediginge van de waare kerk, gestelt tegen de wyser van de paepse kerk, Utrecht 1649
- Concept van redres over 't stuk van leeninge omtr. den Armen, 2e dr., Leiden 1659
- Aanvang en voortgang der Armenianerye door A. Montanus, Rijstenius en Hoornbeek. Schoonhoven 1662
- Sondag Rust-dagh des Heeren ende daarin getoont conciliaty van verscheyde disputen, dienaangaande, Leiden 1659
- Berigt van den Sabbath. Utrecht 1663
- Miscellanea sacra, Exercitationes et orationes, lectissimae cujusvis argumenti, Leiden 1674, Utrecht 1677